# Parafia św. Marcina w Oporowie
Parafia Świętego Marcina w Oporowie – parafia należąca do dekanatu Żychlin diecezji łowickiej.
Erygowana w XIV wieku. Duszpasterstwo w niej prowadzą paulini.

## Zasięg parafii
Do parafii należą wierni z miejscowości: Adamów, Anin, Dobrzewy, Golędzkie, Halinów, Janów, Jastrzębia, Jaworzyna, Jurków I, Jurków II, Kamienna, Kolonia Oporów, Kurów Parcel, Kurów Wieś, Łowiczówka, Oporów, Samogoszcz, Świechów Parcel, Świechów Wieś, Wola Owsiana, Wola Prosperowa, Wólka Janki, Wólka Lizigódź.